# 淘綾郡
淘綾郡（日语：／ Yurugi gun */?）是日本神奈川縣辖下的一个郡，已於1896年3月26日因併入中郡而廢除郡建置。

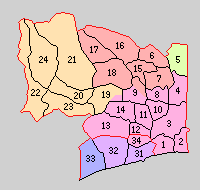
31.大磯町 32.國府村 33.吾妻村 34.山背村（紅：平塚市 紫：大磯町 藍：沒有合併 1 - 24是大住郡）

## 相關項目
- 日本已不存在的郡列表